# Neusticomys oyapocki
Souris aquatique de l'Oyapock
Espèce
Synonymes
- Daptomys oyapocki  Dubost & Petter, 1978[1]

Statut de conservation UICN

 DD  : Données insuffisantes
Neusticomys oyapocki, qui a pour nom commun Souris aquatique de l'Oyapock, est une espèce sud-américaine de rongeurs de la famille des Cricetidae.

## Description
Décrit à l'origine comme un membre du genre Daptomys par Gérard Dubost et Francis Petter (1978), Neusticomys oyapocki se distingue des autres espèces congénères par ses oreilles et ses pieds brun foncé (ne contrastant pas avec le pelage dorsal brun foncé), une racine zygomatique inférieure bien en avant de la rangée de dents, l'absence d'apophyse orbiculaire du marteau et l'absence probable des troisièmes molaires supérieures et inférieures.

## Répartition
Ce rongeur est présent en Guyane et dans les régions voisines du Brésil.
L'espèce vit souvent près des plans d'eau dans des forêts galeries ou dans des paysages ouverts avec quelques arbres et arbustes.

## Comportement

### Alimentation
Neusticomys oyapocki se nourrit d'invertébrés aquatiques.